# 女性顺从

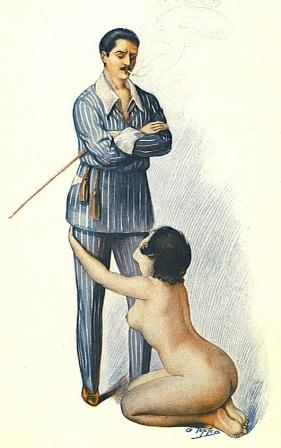

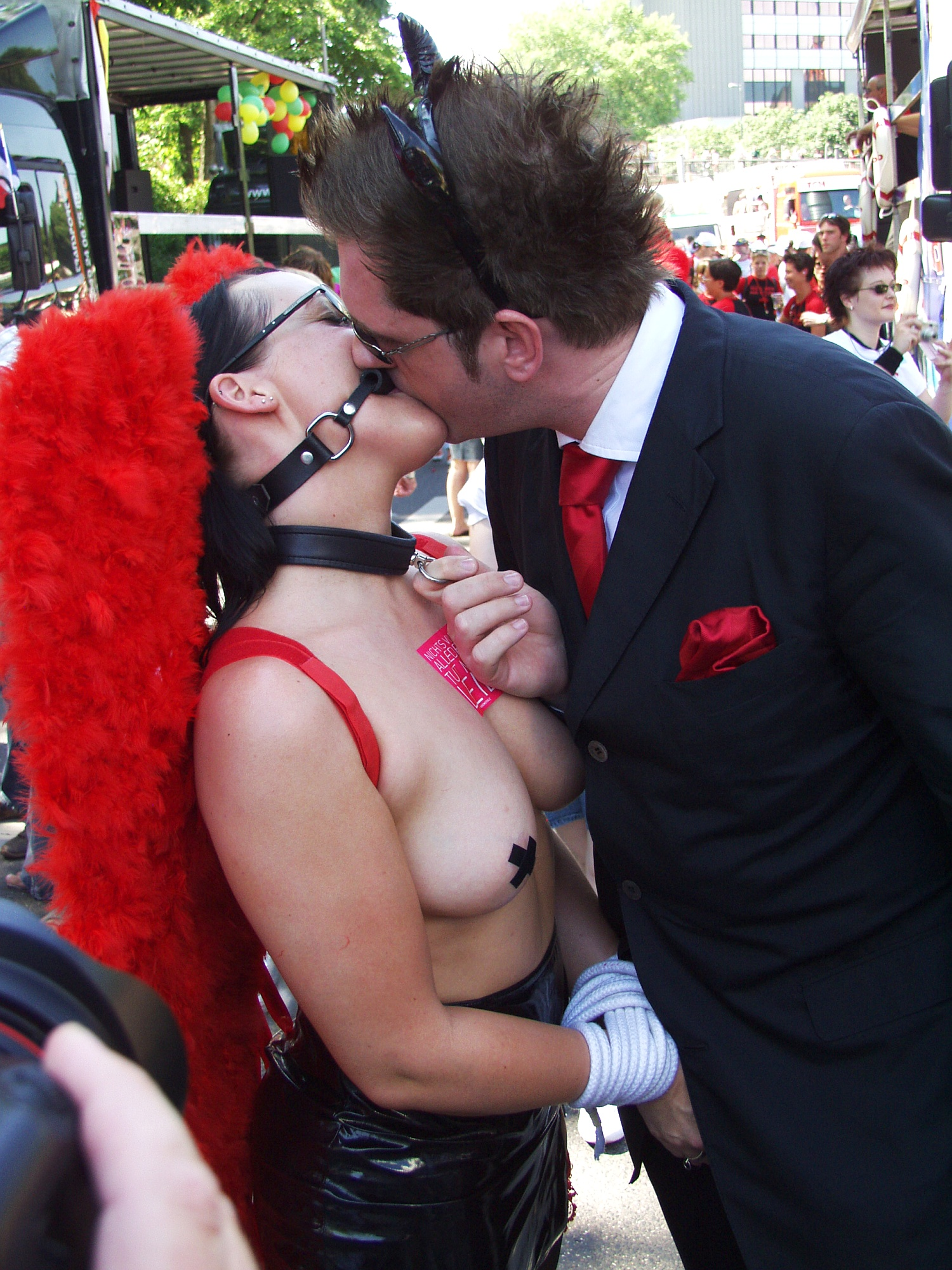

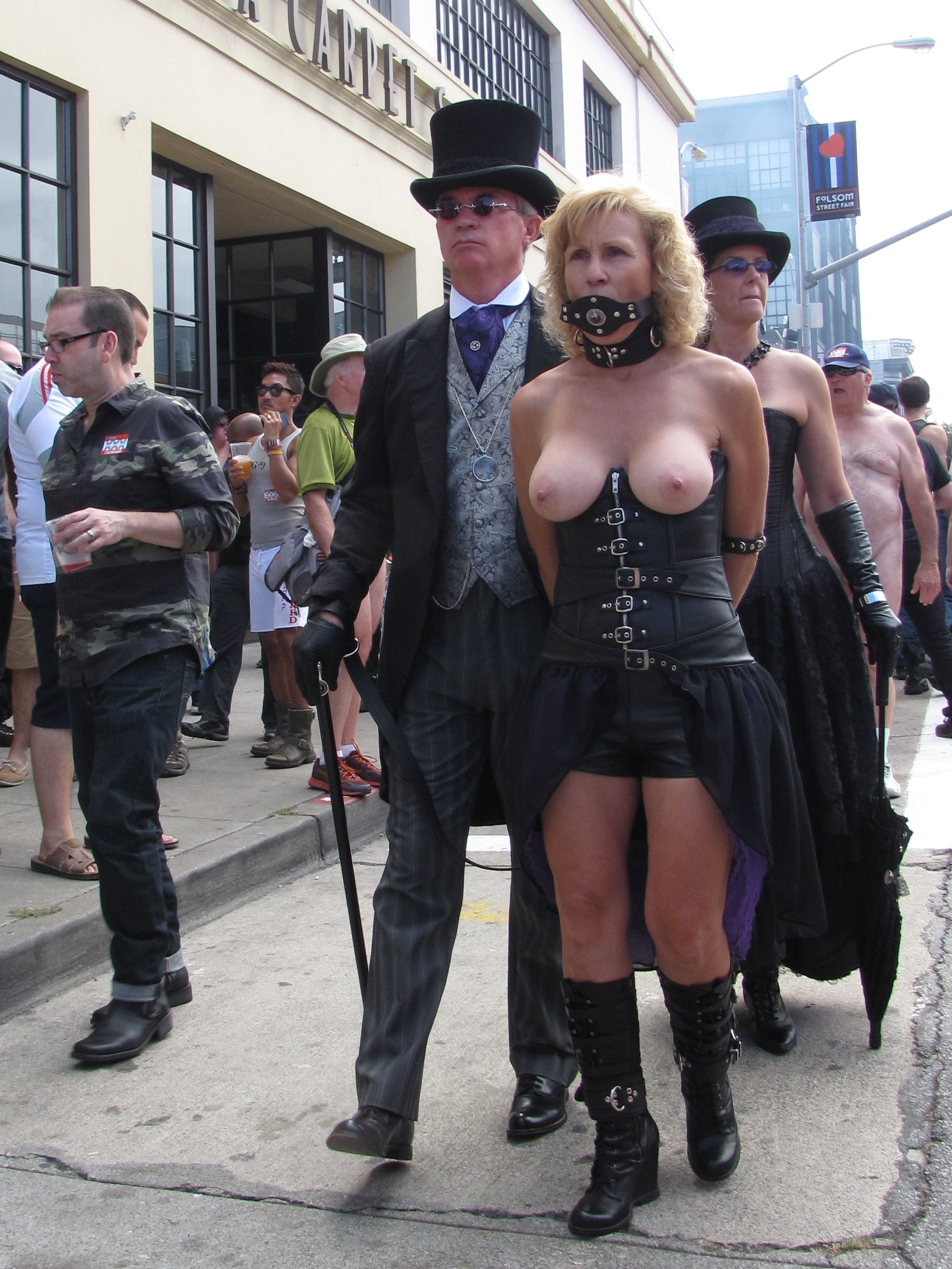

女性顺从（英语：Female submission）指女性在BDSM中处于顺从地位。而占主导者通常是一个男人，但也有可能是别的女人，或不止一个人。女性顺从最常见的是一个女人在主导者的控制下获得性快感或情感上的满足。
顺从可通过被动或服从的形式的任何方面行为。顺从可以体现与同伴的交往，比如让性伴侣进行设定性行为的细则，如时间，地点和性交方式，也可以进行非插入式性交如肛门性交。一些性行为女人是被动的，而性伴侣对其进行性行为，也可能会被视为顺从的一种形式。顺从可以是性角色扮演的一部分。
1995年的研究表明，71％的异性恋男性首角色为主导者，89％活跃在BDSM的异性恋女性偏爱选择顺从的角色。
有些人从性伴侣的顺从行为获得色情快感，有些人认为明显的被动行为是女性调情或诱惑的一种形式。

## 更多阅读
- Submissive Men - Tales of Male Submission by Monique Lassen. ASIN: B006WBRN9C.
- Henryson, Dean (2014). ″Girl Fighting Exposed.″ Createspace. ISBN 978-1493767496.